# Cicurina alpicora
Cicurina alpicora là một loài nhện trong họ Dictynidae.
Loài này thuộc chi Cicurina. Cicurina alpicora được miêu tả năm 1945 bởi Barrows.